# Space Force (Fernsehserie)
Space Force ist eine US-amerikanische Fernsehserie, die am 29. Mai 2020 beim US-amerikanischen Video-on-Demand-Anbieter Netflix veröffentlicht wurde. Die Idee zu Space Force stammt von Steve Carell und Greg Daniels. Im November 2020 wurde die Serie um eine zweite Staffel verlängert, deren sieben Folgen am 18. Februar 2022 auf Netflix veröffentlicht wurden. Am 29. April setzte Netflix die Serie offiziell ab.

## Handlung
Space Force behandelt den Aufbau und die Etablierung der 2019 neu gegründeten Teileinheit der Streitkräfte der Vereinigten Staaten, der United States Space Force. Der ehemalige Air-Force-General Mark Naird (Steve Carell) hat die Aufgabe bekommen, mit seinem Team um den Wissenschaftler Dr. Adrian Mallory wieder Menschen auf den Mond zu bringen.

## Besetzung und Figuren

### Hauptbesetzung
- Steve Carell als General Mark R. Naird, der erste Chief of Space Operations der Space Force
- John Malkovich als Dr. Adrian Mallory, Wissenschaftsleiter der Space Force
- Jimmy O. Yang als Dr. Chan Kaifang
- Ben Schwartz als F. Tony Scarapiducci, PR-Assistent der Space Force
- Diana Silvers als Erin Naird, Marks Tochter
- Tawny Newsome als Captain Angela Ali, eine Space Force-Hubschrauberpilotin
- Don Lake als Brad Gregory, Brigadegeneral der Space Force und Nairds persönlicher Assistent

### Nebenbesetzung
- Noah Emmerich als General Kick Grabaston, Chief of Staff of the United States Air Force
- Alex Sparrow als Yuri „Bobby“ Telatovich, russischer Mitarbeiter der Space Force
- Fred Willard als Fred Naird, Marks Vater
- Jessica St. Clair als Kelly King
- Lisa Kudrow als Maggie Naird, Marks Ehefrau
- Roy Wood Jr. als Liaison Bert Mellows
- Jane Lynch als Chief of Naval Operations
- Chris Gethard als Eddie
- Diedrich Bader als General Rongley, Chief of Staff of the United States Army
- Dan Bakkedahl als John Blandsmith, Secretary of Defense
- Patrick Warburton als Commandant of the Marine Corps
- Ginger Gonzaga als Anabela Ysidro-Campos, eine Kongressabgeordnete
- Larry Joe Campbell als Commandant of the Coast Guard

## Synchronisation
Die deutschsprachige Synchronisation entsteht bei der Berliner Synchron GmbH Wenzel Lüdecke nach Dialogbüchern von Yvonne Prieditis und Verena Ludwig, Dialogregie führt Frank Muth.
| Rolle                     | Schauspieler      | Folgen                     | Synchronsprecher  |
| ------------------------- | ----------------- | -------------------------- | ----------------- |
| General Mark Naird        | Steve Carell      | 1.01–2.07                  | Uwe Büschken      |
| Dr. Adrian Mallory        | John Malkovich    | 1.01–2.07                  | Joachim Tennstedt |
| F. Tony Scarapiducci      | Ben Schwartz      | 1.01–2.07                  | Asad Schwarz      |
| Erin Naird                | Diana Silvers     | 1.01–2.07                  | Magdalena Höfner  |
| Captain Angela Ali        | Tawny Newsome     | 1.01–2.07                  | Damineh Hojat     |
| Dr. Chang Kaifang         | Jimmy O. Yang     | 1.01–2.07                  | Dirk Stollberg    |
| John Blandsmith           | Dan Bakkedahl     | 1.01–1.02, 1.06, 1.09–1.10 | Frank Röth        |
| Yuri „Bobby“ Telatovich   | Alex Sparrow      | 1.01–1.03, 1.05–1.06       | Tim Knauer        |
| Brad Gregory              | Don Lake          | 1.01–1.06, 1.08–1.10       | Jens-Uwe Bogadtke |
| Chief of Naval Operations | Jane Lynch        | 1.01, 1.03, 1.10           | Heike Schroetter  |
| Maggie Naird              | Lisa Kudrow       | 1.01, 1.04, 1.08–1.10      | Sabine Jaeger     |
| Kelly King                | Jessica St. Clair | 1.01, 1.05–1.06, 1.09–1.10 | Cornelia Waibel   |
| Duncan Tabner             | Spencer House     | 1.03, 1.06–1.07, 1.09–1.10 | Henning Nöhren    |

## Episodenliste

### Staffel 1
| Nr. (ges.)                                                                              | Nr. (St.) | Deutscher Titel                        | Originaltitel                     | Regie        | Drehbuch                            |
| --------------------------------------------------------------------------------------- | --------- | -------------------------------------- | --------------------------------- | ------------ | ----------------------------------- |
| 1                                                                                       | 1         | Der Start                              | The Launch                        | Paul King    | Steve Carell & Greg Daniels         |
| 2                                                                                       | 2         | Die Rettung von Epsilon 6              | Save Epsilon 6!                   | Tom Marshall | Greg Daniels                        |
| 3                                                                                       | 3         | Mark und Mallory gehen nach Washington | Mark And Mallory Go To Washington | Tom Marshall | Shepard Boucher                     |
| 4                                                                                       | 4         | Mondsiedlung                           | Lunar Habitat                     | Paul King    | Lauren Houseman                     |
| 5                                                                                       | 5         | Space Flag                             | Space Flag                        | Dee Rees     | Brent Forrester                     |
| 6                                                                                       | 6         | Der Spion                              | The Spy                           | Dee Rees     | Aasia Lashay Bullock & Connor Hines |
| 7                                                                                       | 7         | Edison Jaymes                          | Edison Jaymes                     | Jeff Blitz   | Yael Green                          |
| 8                                                                                       | 8         | Intimbesuch                            | Conjugal Visit                    | David Rogers | Maxwell Theodore Vivian             |
| 9                                                                                       | 9         | Schön, wieder auf dem Mond zu sein     | It’s Good To Be Back On The Moon  | Daina Reid   | Paul Lieberstein                    |
| 10                                                                                      | 10        | Eine angemessene Antwort               | Proportionate Response            | Daina Reid   | Greg Daniels                        |
| Am 29. Mai 2020 wurden alle Folgen der Staffel gleichzeitig bei Netflix veröffentlicht. |           |                                        |                                   |              |                                     |

### Staffel 2
| Nr. (ges.)                                                                                  | Nr. (St.) | Deutscher Titel            | Originaltitel            | Regie      | Drehbuch         |
| ------------------------------------------------------------------------------------------- | --------- | -------------------------- | ------------------------ | ---------- | ---------------- |
| 11                                                                                          | 1         | Die Untersuchung           | The Inquiry              | Ken Kwapis | Steve Carell     |
| 12                                                                                          | 2         | Budgetkürzungen            | Budget Cuts              | Ken Kwapis | Kim Tran         |
| 13                                                                                          | 3         | Die chinesische Delegation | The Chinese Delegation   | Ken Kwapis | Jimmy O. Yang    |
| 14                                                                                          | 4         | Das Europa-Projekt         | The Europa Project       | Ken Kwapis | Lauren Houseman  |
| 15                                                                                          | 5         | Zuversicht                 | Mad (Buff) Confidence    | Ken Kwapis | Brent Forrester  |
| 16                                                                                          | 6         | Der Arzttermin             | The Doctor’s Appointment | Ken Kwapis | Norm Hiscock     |
| 17                                                                                          | 7         | Der Hack                   | The Hack                 | Ken Kwapis | Mamoudou N’Diaye |
| Am 18. Februar 2022 wurden alle Folgen der Staffel gleichzeitig bei Netflix veröffentlicht. |           |                            |                          |            |                  |

## Hintergründe
Die Serie zeigt Fred Willards letzten Auftritt vor der Kamera. Er verstarb noch vor der Ausstrahlung am 15. Mai 2020.

## Rezeption
„Wenn so viel Talent und Geld zusammenkommt wie bei Space Force, kann das Resultat eigentlich nur Enttäuschung heißen. Und tatsächlich scheint die neue Netflix-Comedy ihr Potential nicht so ganz auszuschöpfen. Vor allem an der Hauptfigur von Carell kann man sich stören, die weder sonderlich sympathisch ist noch glaubwürdig im Rang eines Viersternegenerals. Mehr Spaß macht da schon Malkovich als Dr.-Strangelove-Verschnitt. Der idealistische und gleichzeitig von einfältigen Militärmanieren frustrierte Wissenschaftler vermag sogar den General in den gemeinsamen Szenen gut aussehen zu lassen. Und wenn beide alle drei, vier Episoden mal auf denselben Ast kommen, kann es einem irgendwie das Herz erweichen.“

„Space Force ist die Fabel vom hysterischen Affen und seinen hilflosen Helfern. Alle Angestellten des Raumfahrtprogramms agieren in permanenter Angst vor den Launen ihres obersten Befehlshabers und Geldgebers, dem Präsidenten der USA. Ununterbrochen reden sie von Potus, aber zu sehen sind immer nur kleine Ersatzpotusse wie etwa der Schimpanse, der Social-Media-Manager Tony Scarapiducci (eine Parodie auf den Trump-Berater Dan Scavino) oder die Silicon-Valley-Repräsentantin Edison Jaymes (eine Parodie auf Elon Musk). Ständig pfuschen diese Störenfriede den Experten dazwischen – und offenbaren damit die Stoßrichtung von Space Force. Die Serie handelt davon, wie heillos überfordertes Hochleistungspersonal das Beste und Lustigste aus seinem Schicksal macht.“